# Défis du parc
Les défis du parc sont une série de courses ayant lieu chaque année au parc de la Mauricie, à Shawanigan au Québec depuis 2007. Ces courses, récréatives et ouvertes aux amateurs, ont lieu au mois de septembre et proposent des épreuves de marche, de course à pied, de cyclisme sur route et de duathlon, réunissant plusieurs milliers de participants.

## Épreuves
Deux épreuves de cyclisme sur route, ouvertes à toute personne de plus de 16 ans, sont proposées , : 
- une course de 105 km avec 1980 m de dénivelé positif,
- une course de 57 km avec 990 m de dénivelé positif. Cette course est ouverte aux vélos à assistance électrique en plus des vélos classiques.

Trois épreuves de course à pied sont organisées :
- une course jeune, réservée aux enfants de 7 à 14 ans, sur un parcours de 2 km,
- une course de 7 km avec 115 m de dénivelé positif, ouvertes aux plus de 14 ans,
- une course de 14 km, avec 230 m de dénivelé positif, ouvertes aux plus de 16 ans.

Une épreuve de marche est proposée et consiste en une marche aller-retour de 4 km.
Enfin, les défis du parc proposent aussi une course duathlon composée d'une course de vélo de montagne de 14 km suivie d'une course à pied de 7km. Cette épreuve a été annulée lors de l'édition de 2022 pour des questions de sécurité.

## Organisation
Toutes les épreuves des défis du parc ont lieu dans le parc national de la Mauricie, à Shewanigan, dont les routes sont fermées pour l'occasion. Le cadre naturel et la beauté des paysages sont des atouts mis en avant par l'organisation. Celle-ci est gérée par l'organisation des défis du parc. Elle est faite en grande partie par des bénévoles. 
Due à la pandémie de covid-19 les événements ont été annulés en 2020.